# シーラ・ナ・ギグ

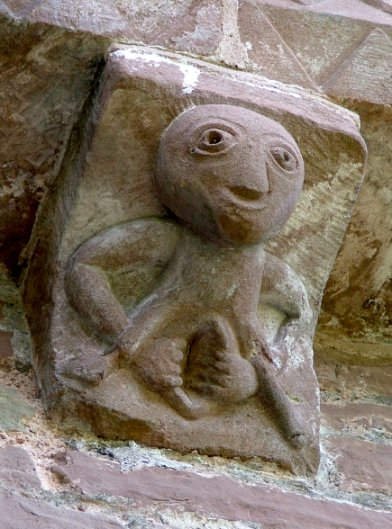
キルペック／聖マリー聖デヴィッド教会にあるシーラ=ナ=ギグ

シーラ・ナ・ギグ（英: Sheela na Gig）は女性の外陰部を大げさに表した裸体の彫刻。シーラ・ナ・ギーグとも。時折男性器もともに見られる。多くが古い時代のイギリスやアイルランドの教会、城、その他の建築などに見られる。

## 概説
アイルランドではこの彫刻が一番多く存在する。The Sheela-na-Gigs of Ireland and Britain: The Divine Hag of the Christian Celts – An Illustrated Guideによるとアイルランドには101の例を、イギリスでは全土で45の例を見つけている。これらの彫刻は死と病などの厄を避けると言われている。ガーゴイルやハンキーパンクなど他の形を取った奇怪な彫刻もヨーロッパに広く見られ、これらも厄除けのために置かれているとされている。古代の時代に、ケルト人は、戸口を守る役割の呪術として「女陰」に似た形の物を戸口や門の所に打ち付けておく風習があり、大抵は、門の所を守るように、ドアや窓の上におかれている。『クーリーの牛争い』に女性器を見せて敵を撃退する様が描かれている。
井村君江によれば、この名前は「乳房のシーラ」と言う意味で、12世紀、ロマネスクの教会に置かれた。また、この像が置かれる教会は、アイルランド、イングランド、スコットランド、ウェールズの他、南フランスにも認められるという。
　表記は「Sheila na gig」とも